# Frisiertechnik

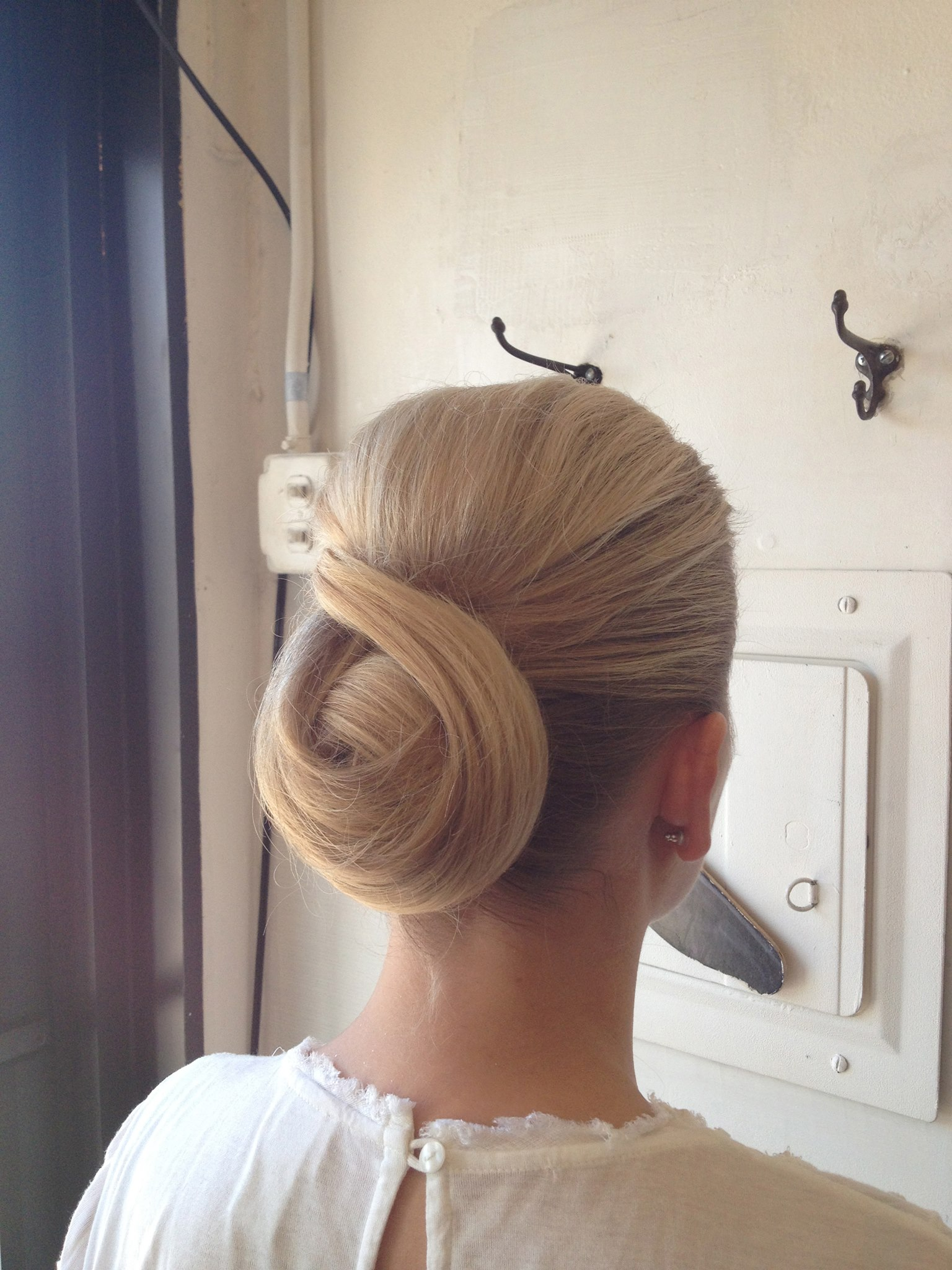
Klassische Hochsteckfrisur (moderner Knoten), 2009

Frisiertechniken sind die Grundlage für eine vorübergehende Umformung von Haaren. Im Gegensatz zur Dauerwelle handelt es sich bei der Frisur immer um eine verhältnismäßig kurzlebige Angelegenheit. Die Umformung verschwindet wieder, weil die Haare auf Grund ihrer hygroskopischen Eigenschaft aus der Luft Feuchtigkeit anziehen und das eigene Gewicht der Haare die Frisur „aushängt“.
Die vorübergehende Umformung von Haaren ist eine der wichtigsten Techniken des Frisierens und folgt in großem Maße der Mode. Die modischen Haartrends sind selten ganz neu; oft werden Trends aus der Vergangenheit wieder aufgegriffen und neu inszeniert. Trends der Vergangenheit können jederzeit wieder in Mode kommen.
Alle Frisiertechniken lassen sich auf wenige Grunderkenntnisse zurückführen, vor allen Dingen auf die Tatsache, dass sich die Haare mit Hilfe von Wasser und Wärme verformen lassen.

## Ondulation

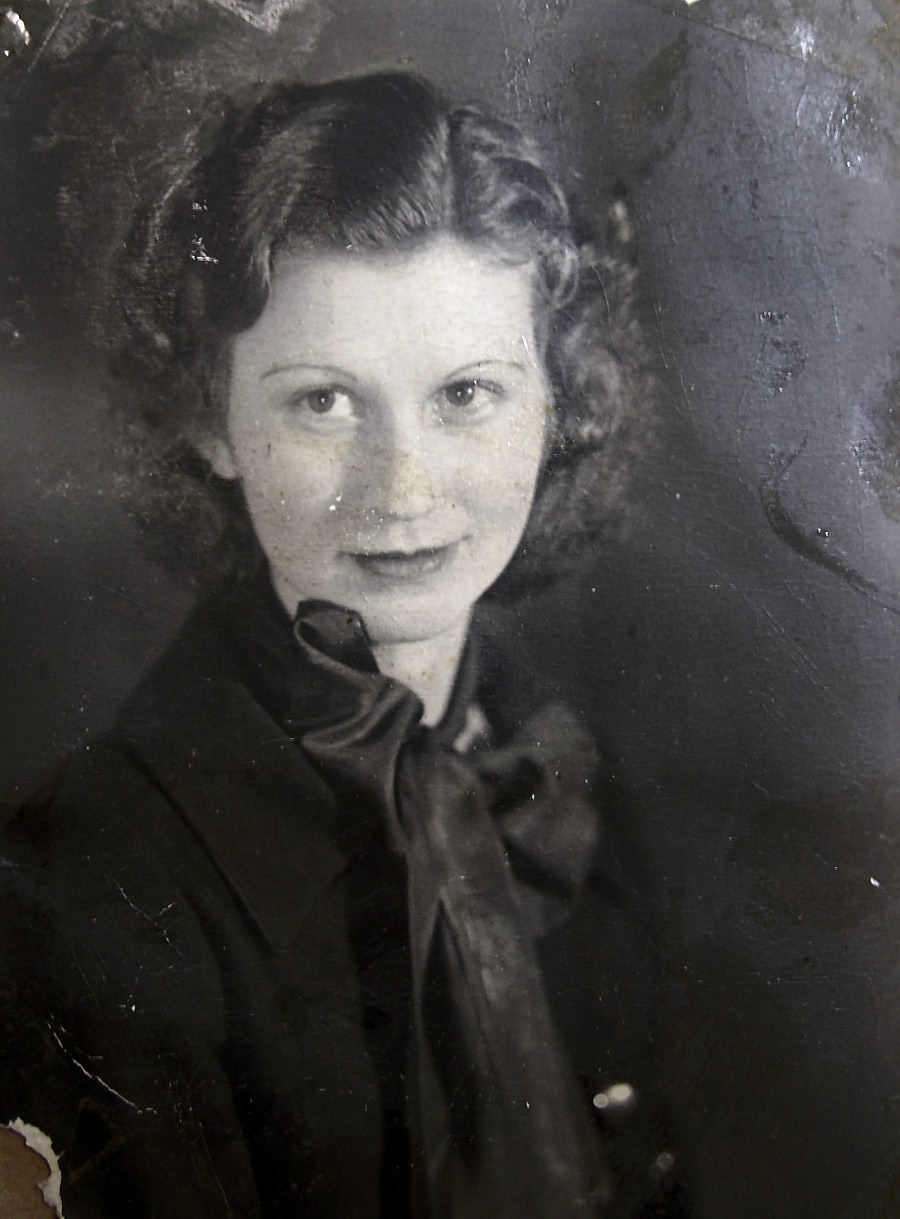
Mit der Brennschere onduliertes Haar, 1930

Das Wort Ondulation bedeutet „Wellung“, es ist von dem französischen Wort onde („Welle“) abgeleitet. Man versteht darunter die Formung des Haares mit einem Onduliereisen. Die Technik wurde um 1880 von dem Franzosen Marcel Grateau erfunden.
Das Onduliereisen (veraltet: Brennschere) wurde auf dem Herd oder über dem Feuer erhitzt und ist mit dem heutigen Lockenstab vergleichbar.
Ondulieren ist mit dem Bügeln von Stoff zu vergleichen. Durch das heiße Eisen gibt man dem bearbeiteten Material dabei die gewünschte Form. Bekanntlich lässt sich vollkommen trockener Stoff schlecht bügeln; gleiches gilt für die Wellung von Haaren mit einem Onduliereisen. Vollkommen trockenes Haar lässt sich schlecht ondulieren; es muss immer noch einen geringen, nicht spürbaren Feuchtigkeitsgehalt besitzen. Bei der Ondulation wird dem Haar mit dem heißen Onduliereisen dieser geringe Feuchtigkeitsgehalt entzogen und es wird gleichzeitig gewellt.
Die Umformung der Haare mit Hilfe von Wärme ist alt. Vor mehr als 2000 Jahren kannte man in Griechenland einen Lockenstab, den Calamister, als Hilfsmittel zur Erzeugung von Locken. Dabei wurden die Haare um ein Rohr gewickelt. In das Rohr wurde ein im Feuer erhitzter Bronzestab geschoben. Die Sklavin, die das Haar krauste, hieß Calamis. Daher nannte man das Rohr Calamister.

## Föhnwelle
Bei einer Föhnwelle wird das Haar mit dem heißen Luftstrom des Haartrockners geformt. Bei einer Föhnwelle wird das Haar mit einem Kamm oder einer Bürste in die gewünschte Form gezogen und mit Hilfe verschiedener Föhnarten gleichzeitig geformt und getrocknet. Bei der Formung des Haares durch die Heißluft des Föhns wird dem Haar die Feuchtigkeit entzogen und dadurch die erreichte Form haltbar.
Aufspringende Locken, nach innen fallende Partien und Ponys werden mit der Rundbürste geformt und auf dieser getrocknet. Zur Erleichterung der verschiedenen Arbeitsgänge kann der Luftstrom des Föns durch entsprechende Vorsatzstücke verändert werden.
Für die Föhnwelle eignet sich besonders gut dünnes Haar, weil es mehr Volumen bekommt. Gute Erfolge gibt es außerdem bei naturgewelltem oder leicht dauergewelltem Haar. Die Formung der Frisur mit dem Föhn ergibt weiche, fließende Frisurenlinien mit natürlichem Fall des Haares. Für die bessere Haltbarkeit und Frisierbarkeit des Haares bei der Föhnwelle gibt es besondere Föhnlotionen, die dem Haar eine gewisse Stütze und Schwere geben und die Arbeit mit Kamm und Bürste erleichtern.

## Handgelegte Wasserwelle

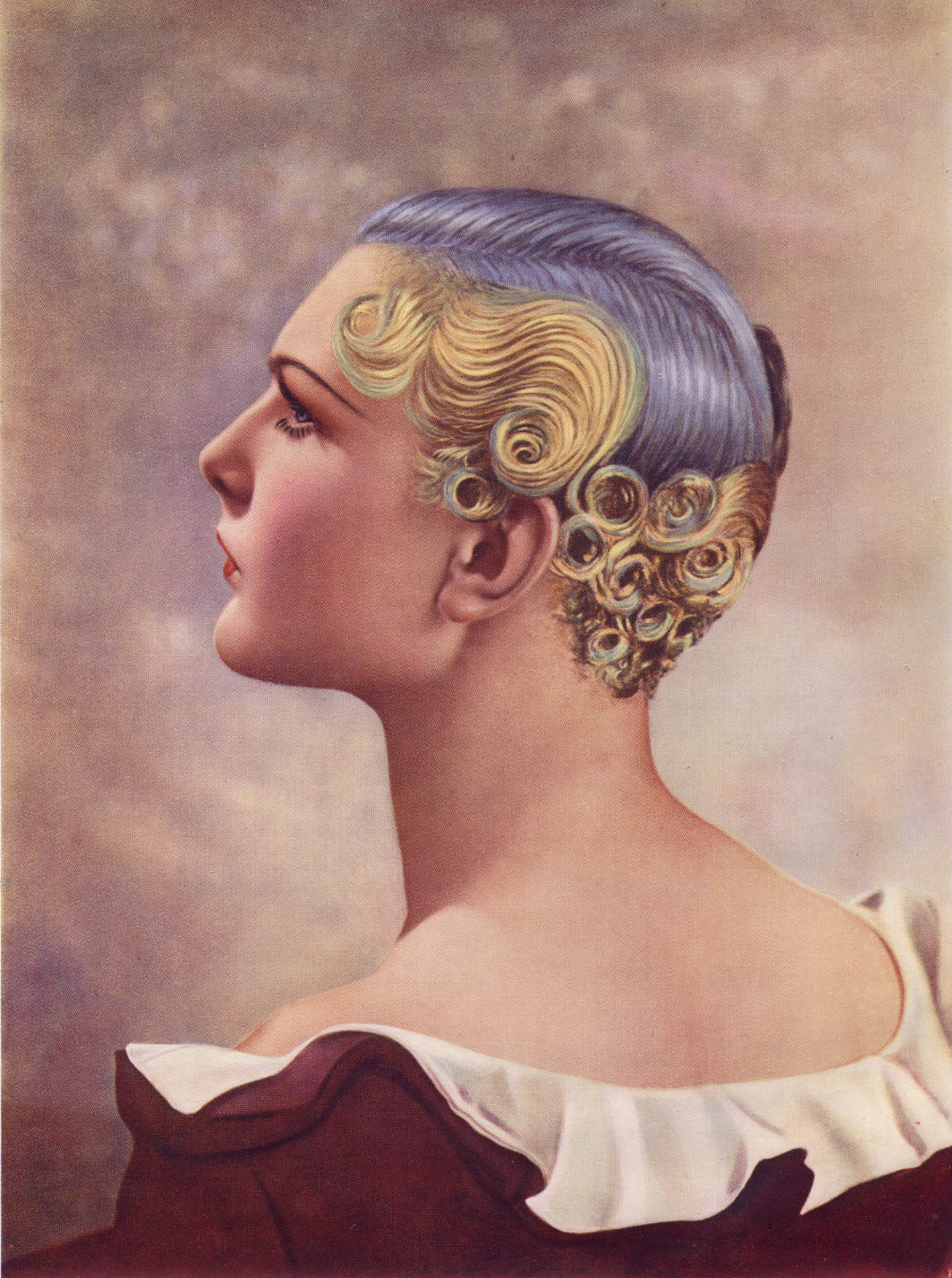
Wellenfrisur, bei der die Spitzen papillotiert wurden, 1935

Nasse Haare lassen sich leichter formen als trockene. Diesen Umstand benutzt der Friseur bei der sogenannten handgelegten Wasserwelle. Die Wasserwelle wird mit der Hand und dem Kamm geformt. Sie gibt flachliegende Wellen. Eine günstige Voraussetzung ist dabei naturgewelltes oder leicht dauergewelltes Haar. Stark gekraustes Haar lässt sich mit der Wasserwelle nicht formen. Durch Wasser werden im Haar vorhandene Salzbindungen gelockert. In diesem Zustand wird das Haar straff für die gewünschte Frisur geformt, das heißt gewellt oder gewickelt. Durch die Trocknung erfolgt ein Wasserentzug; die Salzbindungen schließen sich wieder und geben den Haaren eine neue Form. Es handelt sich hier vorwiegend um einen physikalischen Vorgang. Die Umformung wird durch Feuchtigkeit wieder rückgängig gemacht.
Frisuren auf der Grundlage der Wasserwelle sind in ihrer Form weitgehend festgelegt. Deshalb ist es besonders wichtig, sich beim Einlegen die fertige Frisur in allen Einzelheiten vorzustellen, da Änderungen nach dem Trocknen nur schwer möglich sind.
Frisuren können ganz oder teilweise in der Technik der Wasserwelle hergestellt werden. Vor dem eigentlichen Legen der Wasserwelle muss der natürliche Fall des Haares festgestellt und für die Wellenanordnung berücksichtigt werden. Den natürlichen Fall stellt man fest, indem man das nasse, glattgekämmte Haar mit der Handkante anschiebt und die sich dabei abzeichnende Wellenform beobachtet. Eine gute Wellenfrisur wird besonders von den einwandfrei ausgearbeiteten Wellen am Haaransatz bestimmt. Bei der eigentlichen Wasserwelle kommt es darauf an, dass die Haare korrekt abwechselnd nach links oder rechts in die jeweilige Wellenrichtung gekämmt werden. Der dabei entstehende Wellenberg, das ist der Wendepunkt der Kämmrichtung, muss immer zwischen dem Zeige- und Mittelfinger der linken Hand gehalten und zusammengedrückt werden. Beim Formen der nächsten Welle „springen“ die Finger weiter, um den nächsten Wellenberg zu halten. Zur Befestigung der Wellen dienen Wasserwellkämmchen mit breiten Abständen zwischen den Kammzähnen und einer der Kopfform entsprechenden Formung. Das Stecken der Kämmchen ist Übungssache. Die auslaufenden Spitzen werden zu Papilloten gedreht und mit Clipsen befestigt.
Die Wasserwelle hatte ihren Höhepunkt in der ersten Hälfte des 20. Jahrhunderts. Damals gab es mehrere Erfindungen, die das Frisieren erleichtern sollten. In den 1930er Jahren weit verbreitet war die „Eta-Kappe“ aus Seidenkautschuk. Die Chemisch-technische Fabrik ETA (Berlin) warb damit so:
„Entzückende Wasserwellen. In 15 Minuten formt die ‚Eta-Kappe‘ ohne fremde Hilfe. [...] Schmiegsam in herrliche Locken legt sich das Haar. [...] Haar anfeuchten, Kappe aufsetzen, und jede gewünschte Wellenform kann mit dem beigegebenen Wellenleger gemacht werden.“
Mittlerweile gibt es spezielle Klammern („Wellenreiter“ oder auch „Wasserwellklammern“ aus Metall oder Plastik), die die Prozedur vereinfachen, indem sie einfach auf die zusammengeschobenen Haarpartien geklemmt werden oder die selbst so gebogen sind, dass sie ohne zusätzliches Schieben und Formen Wellen ins Haar bringen – dies ergibt aber nur kleine schmale Wellen.

## Papillotieren
Beim Papillotieren werden Haarsträhnen zu Sechserlocken aufgedreht. Durch verschiedenartige Papilloten erreicht man natürlich fallende, weiche Wellen- und Lockenfrisuren. Das Wort Papillote entstammt der französischen Sprache und bedeutet „Haarwickel“. Es ist vermutlich die älteste Art der Frisiertechnik.
Papilloten können in liegender oder stehender Form hergestellt werden. Liegende Papilloten werden für flache Wellenfrisuren benötigt. Diese Technik kann nicht bei dauergewellten oder sehr langen Haaren angewendet werden. Zur Herstellung einer Papillote wird das entsprechende Passè sauber abgeteilt und die flach zum Kopf gehaltene Haarsträhne in die Richtung des natürlichen Falls des Haares gekämmt. Bei Papilloten, die später zu Wellen frisiert werden sollen, muss die natürliche Fallrichtung gleichzeitig der Richtung der ersten Welle entsprechen. Diesen Arbeitsgang, den man die „Bettung“ der Papillote nennen könnte, ist außerordentlich wichtig, denn sie bestimmt die Qualität der Frisur.

## Eindrehen mit Volumenwickler

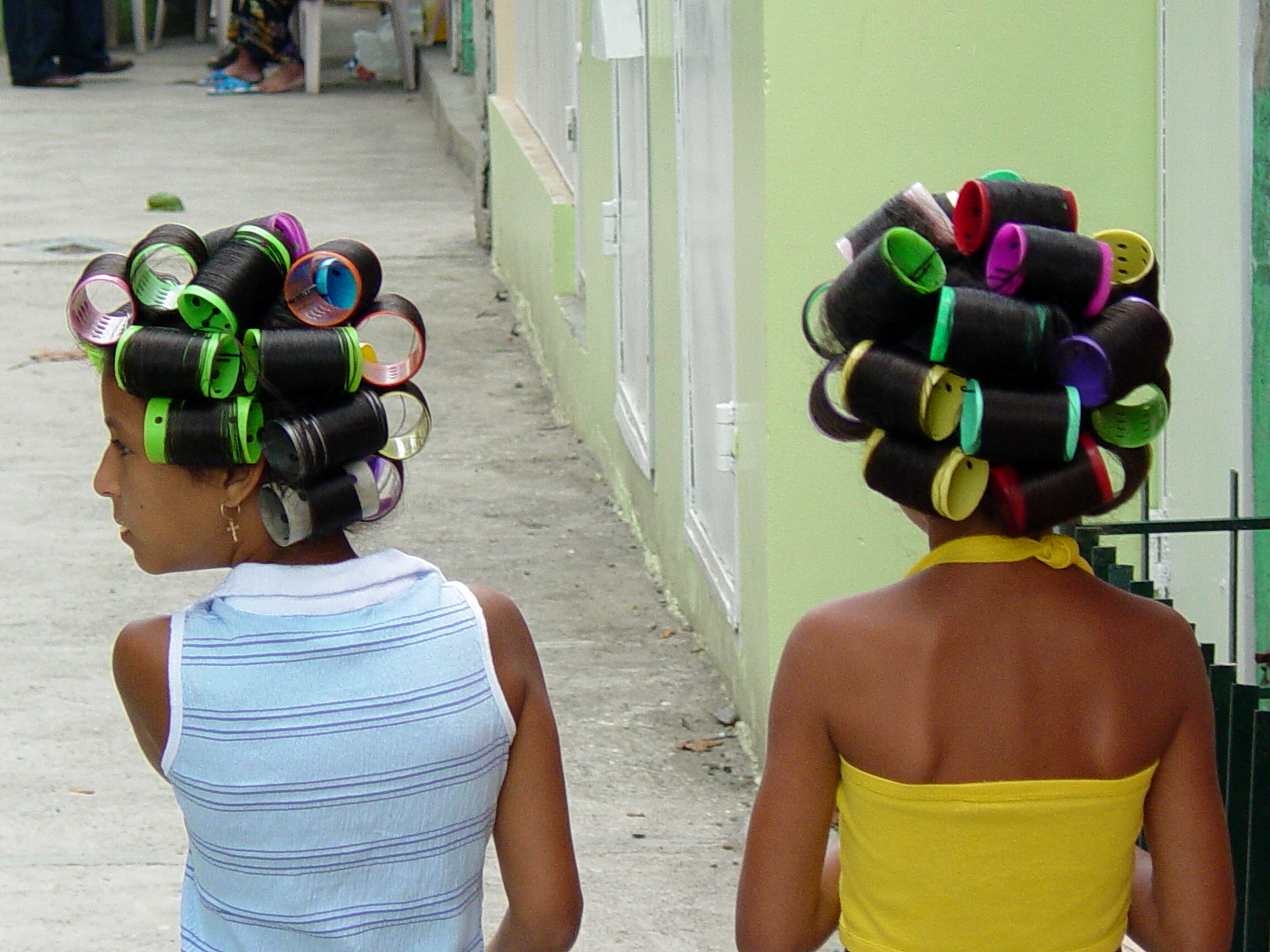
Volumenwickler

Damit Haare bzw. die Frisur viel Volumen bekommt, dreht man das Haar mit Volumenwicklern (Lockenwicklern) ein. Sie sind heute die gebräuchlichsten Mittel der Frisiertechnik. Es gibt sehr viele verschiedene Arten von Volumenwicklern, die sich in der Oberfläche und im Durchmesser unterscheiden. Volumenwickler werden entsprechend der gewünschten Fallrichtung des Haares aufgedreht und angeordnet. Die Frisur wird umso fülliger, je größer der Volumenwickler beim Aufdrehen war.
Bei der Volumenwicklung werden die Wickler flach auf den Kopf gewickelt (Flachwelltechnik). Besonders wichtig ist, dass die Wickler sorgfältig und schlaufenfrei gewickelt werden. Die Spitzen dürfen beim Eindrehen auf keinen Fall geknickt werden und die Haare sollen gleichmäßig auf dem Wickler verteilt werden. Die zur Fixierung des Lockenwicklers verwendete Feststecknadel darf nicht zu fest auf die Kopfhaut drücken.

## Toupieren

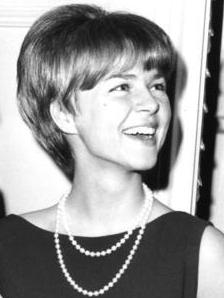
Conny Froboess mit toupiertem Hinterkopf, 1966

Mit der Technik des Toupierens wird Stand, Volumen und Haltbarkeit in die Frisur gebracht. Dazu hebt man Haarbüschel in Höhe, hält sie und schiebt mit einem Toupierkamm die kürzeren Haare zum Haaransatz zurück und verwirrt sie. Voraussetzung für diesen Vorgang ist, dass zuvor durch Effilation genügend unterschiedliche Längen ins Haar gebracht wurden. Unter Effilieren versteht man das Ausdünnen, d. h. die Haarmenge wird reduziert. Hierbei ist zu beachten, dass die kürzeren Haare gleichmäßig über die Haarpartien verteilt sind, sonst entstehen Lücken. Effiliert wird mit der Haarschneideschere, dem Rasiermesser, Klingeneffilieren und der Effilierschere. Beim Toupieren wird dann darauf geachtet, dass nicht zu viele Haare am Ansatz verwirrt werden, sonst geht die Frisurenform verloren. Den Abschluss des Toupierens bildet das Sauberkämmen. Dazu werden die sichtbaren Deckhaare mit einem weit gezähnten Kamm geglättet, ohne die Toupage auszukämmen. Der Kamm dringt nur wenige Millimeter in die Partie ein.

## Ausfrisieren
Der Zweck des Ausfrisierens ist es, aus handgelegten Wasserwellen und Papilloten verschiedener Formen wieder eine zusammenhängende, natürlich wirkende Frisur zu machen. Mit der Hand gelegte Wasserwellen werden nach dem Trocknen mit dem Kamm und der Bürste gelockert. Papilottierte Frisurenpartien werden kräftig ausgebürstet und anschließend mit Hilfe von Kamm und Bürste zur gewünschten Frisur geformt. Schmalere Wellenbürsten, runde Lockenbürsten und Toupierbürsten, die mit weicheren und härteren Borsten besetzt sind, eignen sich am besten zum ausfrisieren. Frisuren, die mit Hilfe der Wickelwelle oder des Lockenstabes vorgeformt wurden, werden ähnlich ausgekämmt. Bei der modernen Frisurgestaltung spielt das Ausfrisieren eine nebengeordnete Rolle. Fönfrisuren und luftgetrocknete Frisuren folgen bereits bei ihrer Anlage dem natürlichen Fall des Haares und machen die Abschlussbehandlung des Ausfrisierens oft überflüssig.